# 西大街 (平遥)
西大街是平遥古城的一段东西向主干街，东起南大街北端，接东大街，西到凤仪门（下西门）。长861米，宽5.1米。
明清时期，西大街是平遥古城的交通干道和商业中心，西段庙宇众多，东段“前店后寝”式的传统商铺字号林立，清末集中日升昌、蔚泰厚、蔚丰厚、日新中，宝丰隆、兴义隆等一批票号、钱庄。民国时期，汽车站、火车站均设在下西门外（1934年南同蒲铁路建成通车，1935年平(遥)一汾(阳)铁路通车）。
1980年代，西大街西段300米传统民居被拆，由于专家阮仪三的干预，西大街的拓宽工程终止，重新编制总体规划，“确保古城，发展新城”，新规划于1985年获山西省政府批准，永远保持沿街建筑外观。

## 交汇街巷
- 南大街
- 北大街
- 沙巷

## 著名地点

### 古迹
- 日昇昌旧址，西大街38号，全国重点文物保护单位
- 蔚泰厚票号旧址，西大街36号，晋中市文物保护单位